# George R. Stewart
Pour les articles homonymes, voir George Stewart et Stewart.
Œuvres principales
- La Terre demeure

George Rippey Stewart, né le 31 mai 1895 à Sewickley en Pennsylvanie et mort le 22 août 1980  à San Francisco en Californie, est un toponymiste américain, un écrivain, et un professeur d'anglais à l'université de Californie (jusqu'en 1962).

## Œuvres
Liste non exhaustive des ouvrages traduits en français :
- Maria la tempête ((en) Storm, 1941)Relate l'histoire d'un cyclone fit naître l'idée de donner un nom aux tempêtes tropicales
- La Dame de Californie ((en) East Of Giants, 1939)
- La Terre demeure ((en) Earth Abides, 1949)Récit post-apocalyptique